# 塚田恵子
塚田 恵子（つかだ けいこ、1964年3月21日 - ）は、元NBC長崎放送アナウンサー、元業務局長兼テレビ編成部長。2024年4月より、長崎ブリックホール（指定管理者：株式会社NBSソシア）館長。NBCソシア取締役。

## 人物・来歴
福岡県北九州市出身。早稲田大学在学中は、ラジオたんぱ（現・日経ラジオ社）の報道番組「ニュース・オールナイト」のキャスターを務めていた。1986年にNBCに入社。
入社後は長らくラジオで活躍していたが、その後テレビの『UPるトゥディ』で司会を務めた。2005年以降は再び活躍の場をラジオに移している。毎時50分の『NBCラジオ50ニュース』には頻繁に登場する。
良くも悪くも存在感があり、チャレンジ精神旺盛な元気系おばちゃんキャラ。故のエピソードも多い。
- 『UPるトゥディ』のパートナーだった河野哲也や『満腹ワイド ラジDONぶり』のパートナーだった大倉聡など、若手男性アナウンサー・キャスターを弄るのは得意。特にKSB瀬戸内海放送の契約アナからNBCに移籍してきた、岡山県出身の大倉に対して「キビー」の通称を与えたのも、塚田である。
- かつて担当していた『週刊さくら町書房』での朗読作品は多岐にわたるが、数週に分けて放送される本格中篇小説を多く手がけた。
- 長崎で活躍する一般の人々を取り上げる『あの人この歌ああ人生』でもパーソナリティを務め[6]、まったくの素人を相手にしつつ、コメントをうまく引き出すインタビューを展開している。
- だが一方で、有頂天になってしまうこともままある。緒方明が監督し、長崎で撮影した映画『いつか読書する日』にチョイ役で出演してしばらく「私は自称女優」と冗談半分に番組内で繰り返した。

## 担当番組
現在の担当番組
NBCラジオ
- あの人この歌ああ人生

過去の担当番組
NBCテレビ
- UPるトゥデイ（1996年4月 - 2004年3月）
- NBCニュース6（手の頃に担当）
- あっぷる（2014年4月 - 2016年3月）月 - 金担当

NBCラジオ
- 塚田恵子のシャキッとモーニング（2006年 - ）
- 満腹ワイド ラジDONぶり（2005年4月 - 2006年3月）
- 電リクランド恵子のサンデーコースター
- 恵子のサウンドマガジンNBCベスト30